# 박태기나무
박태기나무(한국 한자: 紫荊, 학명: Cercis chinensis)는 콩목 콩과의 식물이다.

## 생태
이른 봄 잎이 돋아나기 전에 작고 붉은 분홍색 꽃이 가지마다 수북하게 달리며, 겨울에 잎이 지는 떨기나무다. 키는 3~5m쯤 되며 밑부분에서 줄기가 여러 갈래로 갈라져서 포기를 이룬다. 잎은 어긋나며 둥근 심장꼴로 두껍고 윤기가 난다. 보통 콩과식물은 10개의 수술 중 9개는 기부(基部)가 통 모양으로 붙어 있고 1개만 떨어지나 박태기나무는 모두 기부에서 떨어진다. 추위에도 잘 견디고 햇빛을 좋아하며, 특히 콩과 식물이기 때문에 땅이 비옥하지 않는 곳에서도 뿌리로 질소를 고정하여 잘 살아갈  수 있다. 중국 전역에 퍼져 자생하며(남부~북중부, 만주), 한국에서는 300년쯤 전부터 심어 길렀다.

## 쓰임새

### 관상
공원이나 집 뜰에 심거나 울타리나무로 가꾸기도 한다.

### 한약재
이뇨작용, 중풍 · 고혈압 또는 대하증 등 부인병에도 효과가 있다고 한다. 꽃에는 독이 있어 주의해야한다.

## 사진

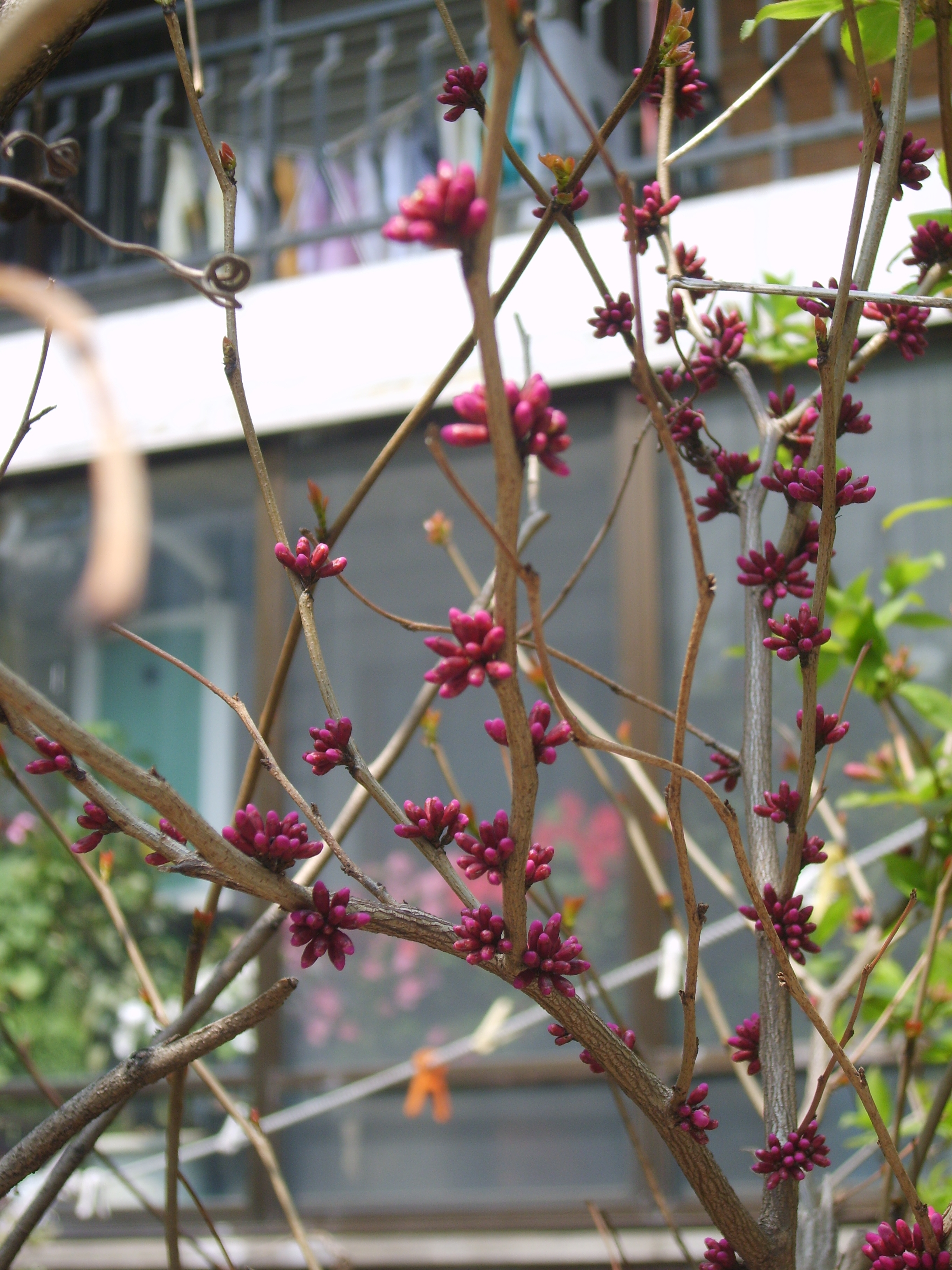
꽃눈
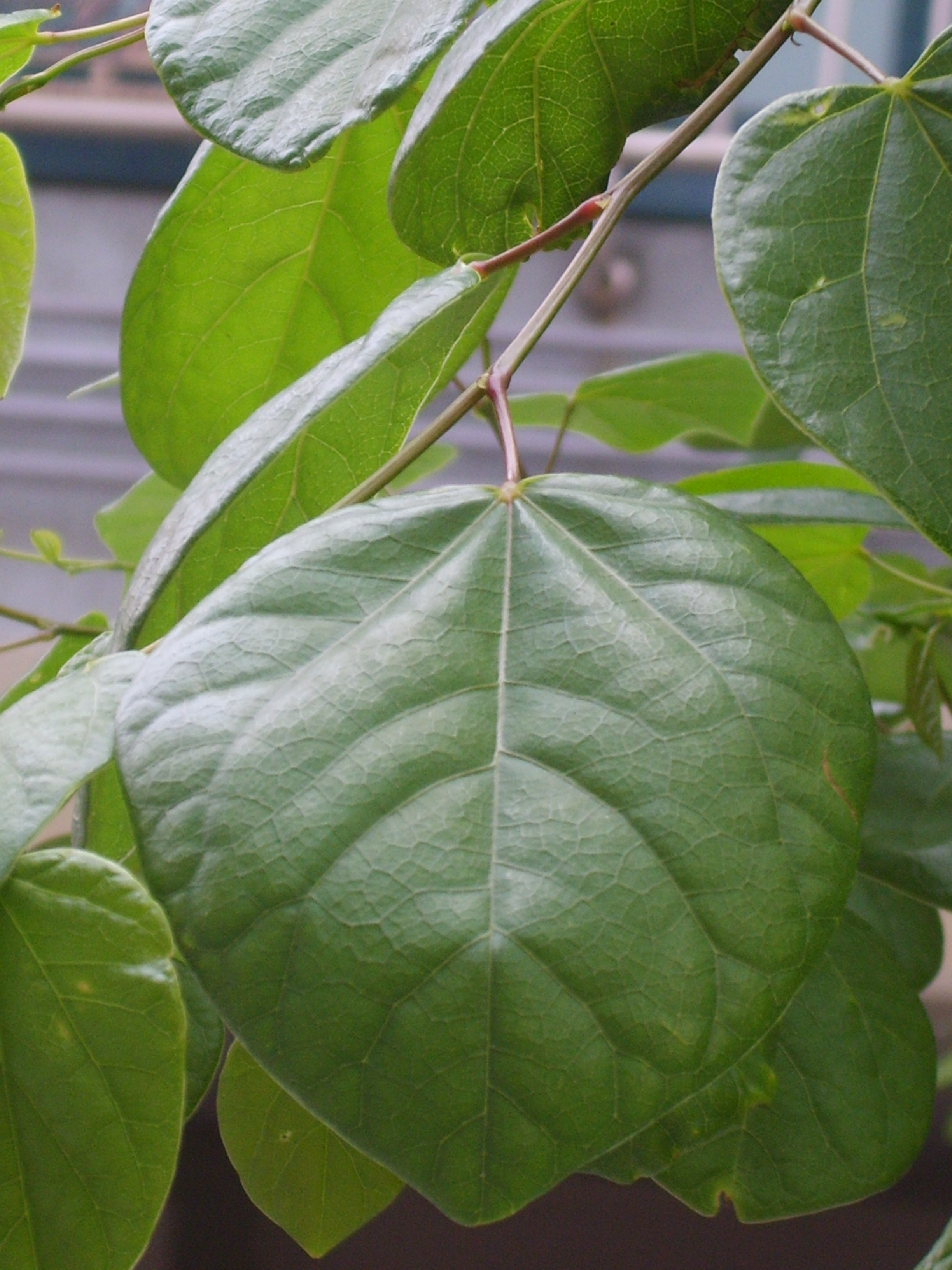
심장꼴 잎
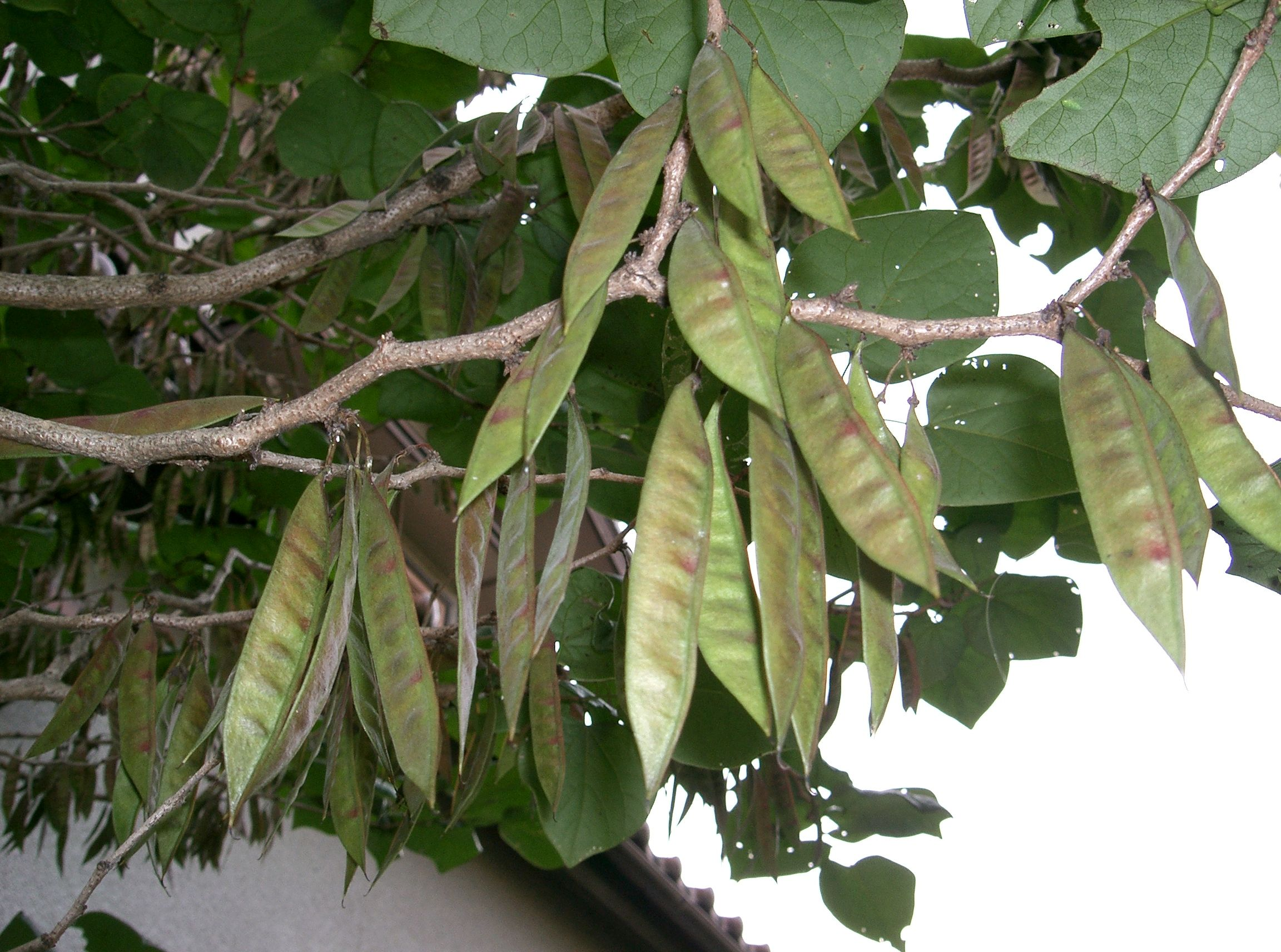
꼬투리 열매
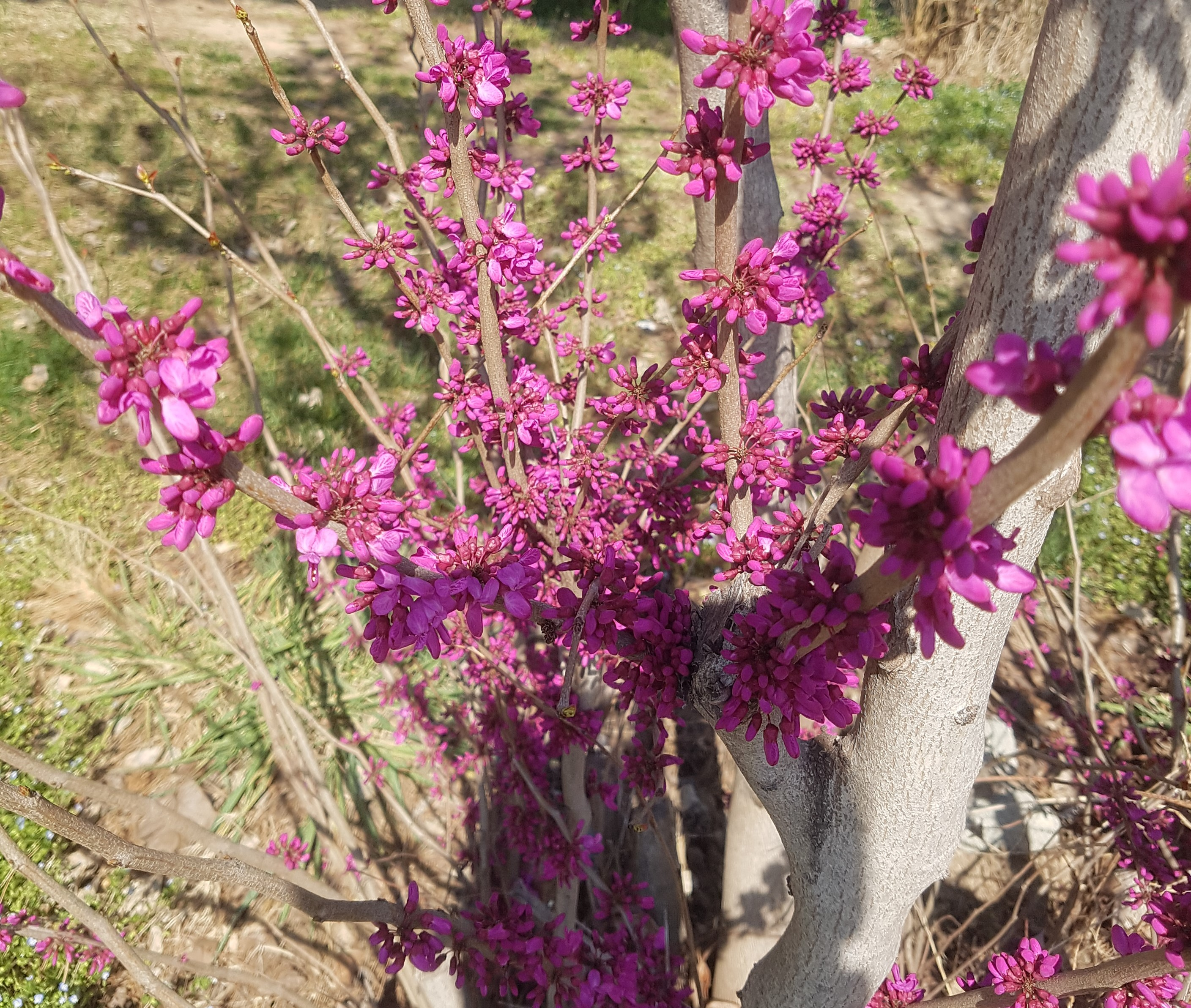
박태기나무꽃
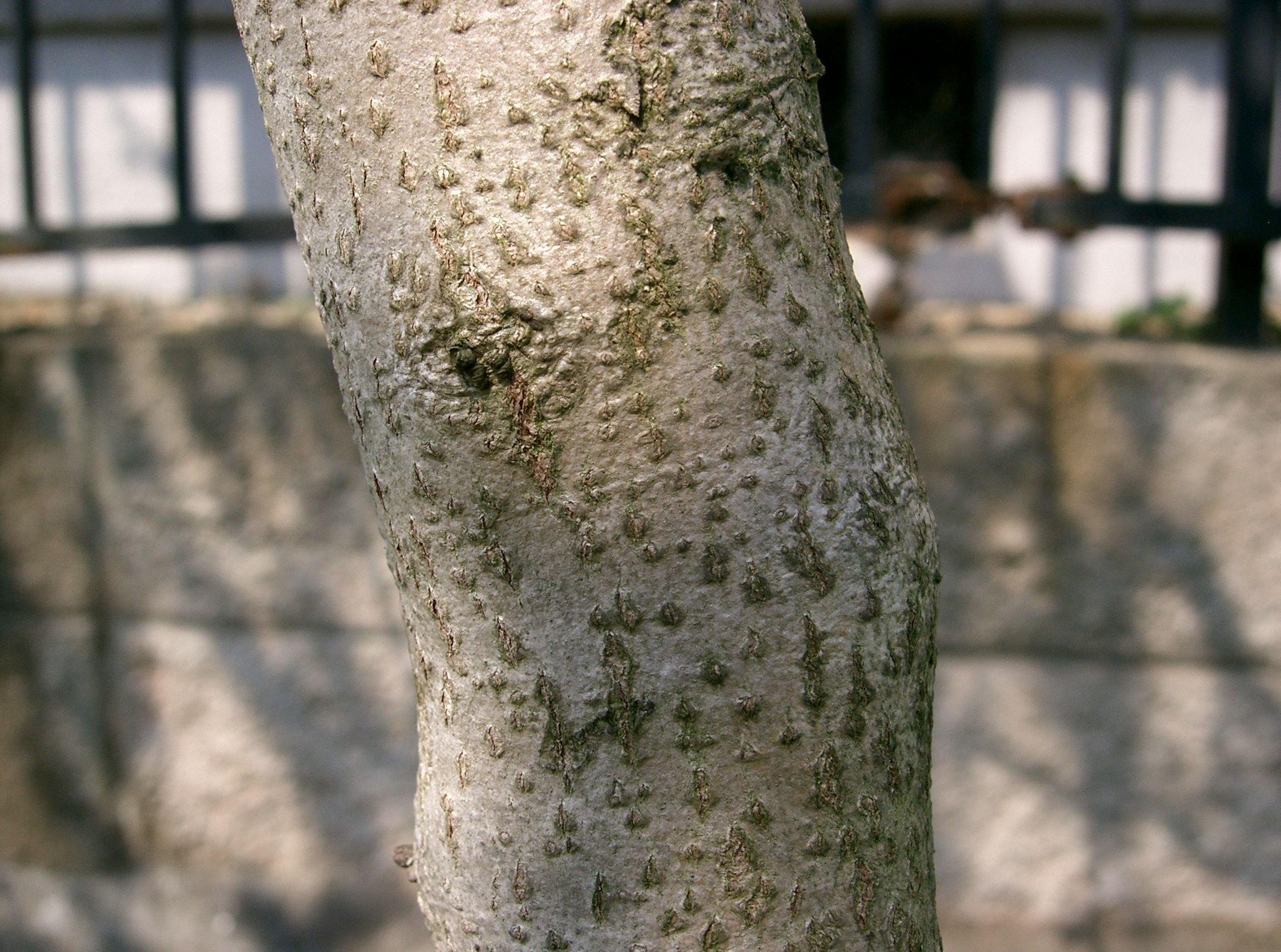
나무껍질은 회갈색이고, 껍질눈이 많다.